# Classe Giuseppe Garibaldi
Pour les articles homonymes, voir Garibaldi (homonymie).
La Classe Giuseppe Garibaldi, fut une série de 10 croiseurs cuirassés construits en Italie sur les chantiers Orlando à Livourne et Ansaldo à Gênes.
Trois servirent dans la marine royale italienne, un dans la marine espagnole, deux dans la Marine impériale japonaise et quatre dans la marine d'Argentine.
Le Giuseppe Garibaldi ne fut que le 6e construit de la série.

## Conception et description

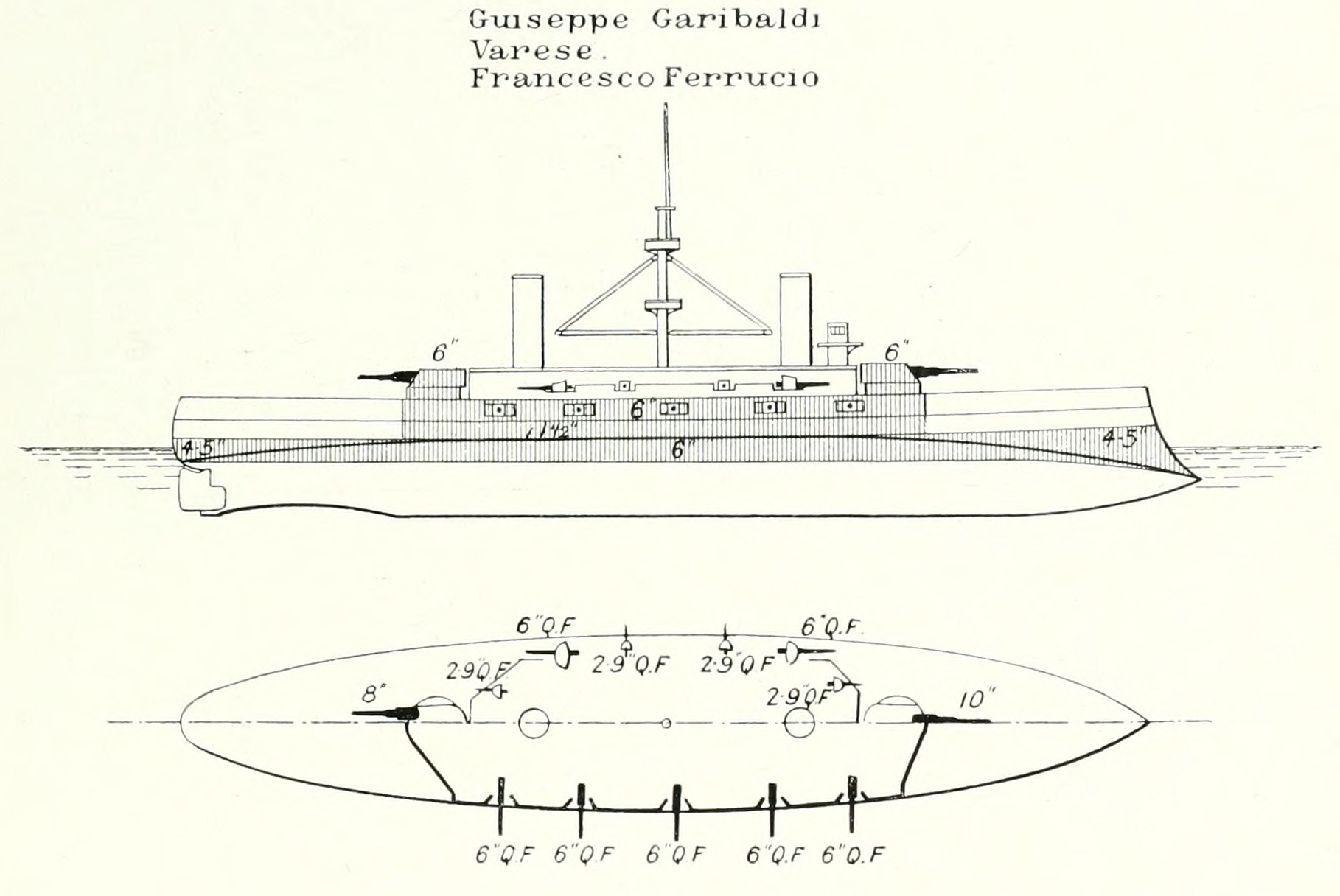
Élévation droite et plan de pont tels que décrits dans le Brassey's Naval Annual 1902

Le projet de la Regia Marina était de construire des bâtiments de grande qualité et plus rapides que leurs homologues étrangers, capable de rattraper les grands cuirassés.
La conception du croiseur de classe Giuseppe Garibaldi a été dérivée par l'architecte naval Edoardo Masdea de sa conception antérieure de la classe Vettor Pisani. Les Garibaldi étaient légèrement plus grands et plus rapides d'environ un nœud que leurs prédécesseurs, mais la principale amélioration était l'ajout de deux tourelles à canon, une à l'avant et une à l'arrière de la superstructure. Ces tourelles remédient à une faiblesse majeure des anciens navires, à savoir que leur armement principal, situé sur le flanc, ne pouvait pas engager des cibles situées directement devant ou derrière. La conception était si populaire que dix croiseurs ont été achetés par quatre pays différents : la Marine royale italienne, la Marine argentine, la Marine impériale japonaise et la Marine espagnole. Comme on peut s'y attendre pour un groupe de navires construits entre 1892 et 1903, des améliorations de conception et des équipements plus modernes ont été incorporés au fil du temps, de sorte que seuls les trois navires effectivement acceptés par l'Italie étaient de véritables navires-jumeaux (sister ship).
Les cinq premiers navires ont été construits selon les mêmes mesures et forment la sous-classe Garibaldi, mais les cinq derniers ont été allongés de six membrures au milieu du navire et forment la sous-classe Giuseppe Garibaldi. Les navires du premier groupe avaient une longueur hors-tout de 106,94 mètres, une largeur de 18,2 mètres et un fort tirant d'eau de 7,1 mètres. Ils déplaçaient 6 840 tonnes métriques (6 730 tonnes longues) à charge normale. Le deuxième navire acheté par l'Argentine, le General Belgrano, aurait, selon certaines sources, une largeur de 18,8 mètres et déplaçait donc 300-400 tonnes métriques (300-390 tonnes longues) de plus que les autres,.
La propulsion se compose de 2 machines à vapeur à triple expansion alimentées par 24 chaudières à charbon d'une puissance de plus de 14 000 cv à une vitesse de près de 20 nœuds.
La classe était inhabituelle en ce sens qu'elle ne disposait pas d'un armement principal uniforme. Certains avaient des canons Elswick Pattern R de 10 pouces (254 mm) dans des tourelles avant et arrière ; d'autres (dont le Kasuga) avaient un armement mixte avec un canon de 10 pouces (254 mm) dans une tourelle et une autre tourelle avec deux canons de 8 pouces (203 mm). Une troisième variante (dont le Nisshin) avait un armement uniforme de quatre canons de 8 pouces (203 mm) dans des tourelles jumelées à l'avant et à l'arrière. Le Cristobal Colon était équipé de canons de 10 pouces qui, selon l'amirauté espagnole, étaient défectueux et qui ont été retirés avant qu'il ne soit engagé au combat. Par conséquent, il n'est parti au combat qu'avec 10 canons de six pouces Armstrong à poudre sans fumée montés dans la coque (5 de chaque côté).
Le blindage, de type Krupp, était de 70 à 150 mm en ceinture blindée (ligne de flottaison) , 100 à 150 mm sur les barbettes des canons, 20 à 40 mm sur les ponts et de 150 mm sur la tour de guet.

## Unités
Tous les navires ont été construits par Gio. Ansaldo & C. à Gênes-Sestri Ponente, à l'exception des ARA San Martin et ARA Belgrano qui ont été sous-traités à Orlando à Livourne.
| Nom                 | Lancement       | Fin de carrière                                                    | Photo |
| ------------------- | --------------- | ------------------------------------------------------------------ | ----- |
| Argentine           |                 |                                                                    |       |
| Garibaldi           | 27 mai 1895     | 20 mars 1934                                                       |       |
| General Belgrano    | 1896            | 8 mai 1947                                                         |       |
| Pueyrredón          | 25 juillet 1898 | 2 août 1954                                                        |       |
| San Martín          | 1896            | 18 décembre 1935                                                   |       |
| Espagne             |                 |                                                                    |       |
| Cristóbal Colón     | Septembre 1896  | coulé le 3 juillet 1898 par l'US Navy Bataille de Santiago de Cuba |       |
| Italie              |                 |                                                                    |       |
| Giuseppe Garibaldi  | 29 juin 1899    | Coulé le 18 juillet 1915 par le sous-marin austro-hongrois SM U-4  |       |
| Francesco Ferruccio | 23 avril 1902   | 1er avril 1930                                                     |       |
| Varese              | 23 avril 1902   | 4 janvier 1923                                                     |       |
| Japon               |                 |                                                                    |       |
| Kasuga              | 22 octobre 1902 | Désarmé en 1920 Coulé le 18 juillet 1945                           |       |
| Nisshin             | 9 février 1903  | Désarmé en 1920 Sabordé en 1936                                    |       |

## Construction et service

### Projet italien
La construction pour la Regia Marina des deux premières unités, qui ont reçu les noms de Garibaldi et Varese, a commencé en 1893 dans les chantiers Ansaldo de Gênes et Orlando de Livourne respectivement, mais avant d'être lancées, elles ont été vendues à l'Argentine et rebaptisées General Garibaldi et San Martín. Pour les remplacer, la Regia Marina a commandé deux autres unités, mais elles ont également été vendues avant leur lancement à l'Espagne et à l'Argentine et ont été rebaptisées respectivement Cristóbal Colón et General Belgrano. Une cinquième unité de ce type, initialement construite pour la Regia Marina sous le nom de Francesco Ferruccio, finit par être achetée par le gouvernement de Buenos Aires après quelques tentatives du Chili et fut rebaptisée General Pueyrredón, et donc la première unité à entrer en service dans la Regia Marina et qui donna son nom à la classe n'était que la sixième unité.
Le Garibaldi a été construit à Sestri Ponente, le Varese à Livourne et le Francesco Ferruccio dans l'Arsenal de Venise. Les trois unités ont participé à la guerre italo-turque, le Garibaldi servant de navire-amiral à l'amiral Paolo Thaon di Revel, opérant efficacement dans les eaux de la Libye, de la mer Égée et de la Méditerranée orientale. Le 24 février 1912, dans une action conjointe, le Garibaldi et le Ferruccio coulent la canonnière turque Avnillah au large de Beyrouth, tandis que les trois unités de la classe forcent le détroit des Dardanelles le 18 avril suivant.
Ils ont ensuite pris part à la Première Guerre mondiale, au cours de laquelle le Garibaldi a été coulé le 18 juillet 1915 par le sous-marin (U-boot) autrichien U-4 alors qu'il bombardait la voie ferrée Ragusa-Cattaro. Les unités jumelles Varese et Francesco Ferruccio ont été mises au rebut quelques années après la fin du conflit après avoir été utilisées comme navire-école pour les étudiants de l'Académie navale de Livourne, jusqu'à l'entrée en service des grands voiliers Amerigo Vespucci et Cristoforo Colombo. Le Varese a été désaffecté en 1923 et le Francesco Ferruccio en 1930.

### Projet argentin
L'achat des croiseurs de la classe Giuseppe Garibaldi par le gouvernement argentin est dû à l'intérêt direct du financier génois Ferdinando Maria Perrone, à l'époque représentant d'Ansaldo à Buenos Aires, qui, à l'approche de la guerre entre l'Argentine et le Chili, a fait pression pour que la Regia Marina vende les contrats de construction de deux unités à l'Argentine.
Les contrats de vente ont été signés le 14 juillet 1895. Dans la nouvelle marine, les navires ont été rebaptisés ARA General Garibaldi et San Martín. Pour remplacer ces deux unités, la Regia Marina avait ordonné la construction de deux autres unités, qui ont également été immédiatement mises en option par les Argentins, dont l'une, baptisée General Belgrano, est entrée en service dans la marine argentine, tandis que l'autre a été revendue par les Argentins à l'Espagne alors qu'elle était en construction et a été rebaptisée Cristóbal Colón par les Espagnols. En remplacement, les Argentins ont acheté une autre unité de la classe, en construction pour la Regia Marina, que le gouvernement chilien avait tenté de saisir et qui a été baptisée ARA Pueyrredón.
En 1902, deux autres unités, le Bernardino Rivadavia et le Mariano Moreno (initialement nommés Roca et Mitre) avaient été commandées à Ansaldo par le gouvernement argentin, mais comme le traité d'amitié entre l'Argentine et le Chili avait été signé, qui prévoyait une réduction importante des flottes, les deux navires furent vendus au Japon, en conflit avec la Russie. Dans la marine impériale japonaise, les deux unités, rebaptisées Kasuga et Nisshin, resteront longtemps en service.

### Projet espagnol
Le navire espagnol était encore en construction pour la Regia Marina sous le nom de "Garibaldi" lorsqu'il a été acheté par les Argentins, qui l'ont immédiatement revendu aux Espagnols, qui l'ont rebaptisé "Cristóbal Colón". Le navire, construit à Sestri Ponente, a quitté Gênes le 16 mai 1897 et a été envoyé aux Antilles pendant la guerre hispano-américaine sans avoir encore monté les deux canons de 254 mm, le laissant ainsi pratiquement sans défense. Pendant la bataille de Santiago de Cuba, le 3 juillet 1898, le "Colón" a été coulé après s'être échoué.

### Projet japonais
Les unités japonaises avaient été construites à l'origine pour l'Argentine, mais dès leur livraison, la guerre avec le Chili prit fin et le traité d'amitié entre le Chili et l'Argentine fut signé par les présidents des deux États, l'Argentin Julio Argentino Roca et le Chilien Federico Errázuriz Echaurren, et les deux navires, inutilisés, furent donc revendus à la marine impériale japonaise, qui était en conflit ouvert avec la Russie. Les deux navires ont participé activement à la guerre russo-japonaise lors de la bataille de la mer Jaune et de la bataille de Tsushima. Après 1922, avec le traité naval de Washington, les deux navires ont été partiellement désarmés. Le Nisshin a été utilisé comme cible et coulé, tandis que le Kasuga a été mis au rebut en 1948.

## Autres navires du même nom
- Le Giuseppe Garibaldi (1985) est un porte-avions de la Marina militare.
- Le Giuseppe Garibaldi (1936) est un croiseur de la Marina militare.
- Le Giuseppe Garibaldi (1901) est un croiseur de la Regia Marina.
- Le Giuseppe Garibaldi (1861) est une frégate de la Regia Marina.